# Sebastian Majewski
Sebastian (Seb) Majewski (ur. 1971 r. we Wrocławiu) – polski reżyser teatralny, dramaturg, scenograf, aktor teatralny.

## Życiorys
Absolwent Akademii Teatralnej im. Aleksandra Zelwerowicza w Warszawie na Wydziale Sztuki Lalkarskiej w Białymstoku - kierunek reżyseria. Wcześniej ukończył wrocławskie Studium Kulturalno-Oświatowe oraz studiował historię sztuki na Uniwersytecie Wrocławskim.
Przez kilka lat związany był z Teatrem Wierszalin Piotra Tomaszuka w Supraślu. Tam też zadebiutował inscenizacją książki Olgi Tokarczuk Prawiek i inne czasy. Realizował również spektakle dla Bałtyckiego Teatru Dramatycznego im.Juliusza Słowackiego w Koszalinie, Teatru Miejskiego w Gliwicach, Teatru im. Wilama Horzycy w Toruniu, Teatru Dramatycznego im. J. Szaniawskiego w Wałbrzychu.
Jest założycielem awangardowej formacji Scena Witkacego.wro, uznawanej za najbardziej oryginalny zespół teatralny Wrocławia.
Wraz z Janem Klatą zrealizował głośne przedstawienie Transfer! we Wrocławskim Teatrze Współczesnym, Sprawę Dantona w Teatrze Polskim we Wrocławiu oraz Trylogię w Starym Teatrze w Krakowie. Poza współpracą dramaturgiczną z Janem Klatą tłumaczy teksty pisane dla Sceny Witkacego przez drezdeńskiego dramaturga Andreasa Pilgrima.
W latach 2008–2012 pełnił funkcję zastępcy dyrektora Teatru Dramatycznego im. J. Szaniawskiego w Wałbrzychu. Od 2013 do 2015 roku był zastępcą dyrektora ds. artystycznych w Narodowym Starym Teatrze w Krakowie. W latach 2015–2016 był dyrektorem artystycznym Teatru im. Stefana Jaracza w Łodzi.

## Prace reżyserskie
- 1996: Głup według Piotra Tomaszuka - Towarzystwo Wierszalin Teatr Supraśl (asystent reżysera)
- 1997: Prawiek i inne czasy według Olgi Tokarczuk - Towarzystwo Wierszalin Teatr Supraśl (reżyseria i adaptacja)
- 1998: Hanemann według Stefana Chwina - Bałtycki Teatr Dramatyczny im. Juliusza Słowackiego Koszalin (adaptacja, reżyseria, scenografia)
- 1998: Pierwsza Polka według Horsta Bienek - Teatr Miejski Gliwice (adaptacja, reżyseria, scenografia)
- 2000: Kronika wypadków miłosnych według Tadeusz Konwickiego - Teatr im. Wilama Horzycy Toruń (reżyseria)
- 2003: Dziecięcy według Sebastiana Majewskiego - Scena Witkacego Wrocław (reżyseria)
- 2003: 3 siostry. Misterium według Konstantego Ildefonsa Gałczyńskiego - Scena Witkacego Wrocław (reżyseria)
- 2003: Areeira według Michała Walczaka - Scena Witkacego Wrocław (opieka artystyczna)
- 2004: Kamienica.das haus według Andreasa Pilgrima - Scena Witkacego Wrocław (przekład, reżyseria)
- 2004: Córki Audrey Hepburn według Andreasa Pilgrima - Scena Witkacego Wrocław (przekład, reżyseria)
- 2005: Na zachód od Sao Paulo według Andreasa Pilgrima - Scena Witkacego Wrocław (przekład, reżyseria)
- 2006: Vinyl side a według Andreasa Pilgrima - Scena Witkacego Wrocław (przekład, reżyseria)
- 2006: Vinyl side b według Andreasa Pilgrima - Scena Witkacego Wrocław (przekład, reżyseria)
- 2006: Transfer! - Wrocławski Teatr Współczesny im. Edmunda Wiercińskiego Wrocław (dramaturg)
- 2007: Zabawy pod kocykiem według Sebastiana Majewskiego i Andreasa Pilgrima - Scena Witkacego Wrocław (rola aktorska, reżyseria)
- 2007: Wasza wolność jest naszą decyzją według Andreasa Pilgrima - Scena Witkacego Wrocław (przekład, reżyseria)
- 2007: Prawy lewy na obcasie według Andreasa Pilgrima - Scena Witkacego Wrocław (przekład, reżyseria)
- 2008: Sprawa Dantona według Stanisławy Przybyszewskiej - Teatr Polski Wrocław (dramaturgia, opracowanie tekstu)
- 2008: Z rodziny Iglaków. Odcinek 1 według Sebastiana Majewskiego i Andreasa Pilgrima - Teatr Dramatyczny im. Jerzego Szaniawskiego Wałbrzych (reżyseria)
- 2008: Z rodziny Iglaków. Odcinek 2 według Sebastiana Majewskiego i Andreasa Pilgrima - Teatr Dramatyczny im. Jerzego Szaniawskiego Wałbrzych (reżyseria)
- 2009: Z rodziny Iglaków. Odcinek 3 według Sebastiana Majewskiego i Andreasa Pilgrima - Teatr Dramatyczny im. Jerzego Szaniawskiego Wałbrzych (reżyseria)
- 2009: Trylogia według Henryka Sienkiewicza - Narodowy Stary Teatr im. Heleny Modrzejewskiej Kraków (opracowanie dramaturgii tekstu)

## Nagrody i wyróżnienia
- 1997: Warszawa - wyróżnienie na III OKNWPSW za reżyserię przedstawienia Prawiek i inne czasy według Olgi Tokarczuk w Teatrze Towarzystwo Wierszalin
- 1998: Szczecin - nagroda Ministra Kultury i Sztuki na XXXIII OPTMF dla przedstawienia Prawiek i inne czasy według Olgi Tokarczuk w Teatrze Towarzystwo Wierszalin
- 2009: Wrocław - Nagroda Kulturalna "Gazety Wyborczej Wrocław" wARTo w kategorii "teatr"

## Kontrowersje
Wójt gminy Lipce Reymontowskie napisał list protestacyjny do Piotra Glińskiego, ministra kultury i dziedzictwa narodowego w sprawie studentów Akademii Sztuk Teatralnych we Wrocławiu. Chodziło o kwestię Całe Lipce w mojej cipce wypowiedzianą podczas spektaklu Chłopi, w reżyserii Sebastiana Majewskiego, którego premiera miała miejsce w listopadzie 2019.